# Noaleon limbatellus
Noaleon limbatellus is een insect uit de familie van de mierenleeuwen (Myrmeleontidae), die tot de orde netvleugeligen (Neuroptera) behoort. 
Noaleon limbatellus is voor het eerst wetenschappelijk beschreven door Navás in 1913.